# Городской парк Эммы Лонг
Городской парк Эммы Лонг большой парк на северо-западе Остина (Техас). Парк находится на берегу озера Остин и первоначально назывался Городским Парком. В парке есть специально отведённое место для купания а также кемпинги, лодочные спуски, места для пикника.
В 1939 году Гражданский корпус охраны окружающей среды построил Bastrop State Park после чего приступил к созданию муниципального парка. Основная работа заключалась в посеве и выращивании травы, посадке деревьев, и защите берега озера от эрозии. Они построили доки, пирсы и эллинг. Также были построены деревянные здания туалетов, душа и лавки. Впоследствии деревянные постройки сгорели и были заменены каменными, которые используются до сих пор.
В 1984 году Городской совет Остина переименовал парк в честь Эммы Лонг, бывшего члена совета. Эмма была первой женщиной, которая работала в городском совете большого города в штате Техас.